# Comitatul Szepes
Comitatul Szepes, cunoscut și ca Varmeghia Szepes (în maghiară Szepes vármegye, în germană Komitat Zips, în latină Comitatus Scepusiensis, în slovacă Spišská župa), a fost o unitate administrativă a Regatului Ungariei din secolul al XI-lea și până în 1920. În prezent, marea majoritate a teritoriului acestuia se găsește în nord-estul Slovaciei, iar o mică porțiune este în sud-estul Poloniei. Capitala comitatului a fost inițial Cetatea Zips, iar din secolul al XIV-lea orașul Levoča (în maghiară Lőcse, în germană Leutschau, în poloneză Lewocza). Din această regiune provin germanii țipțeri, colonizați de administrația imperială austriacă la sfârșitul secolului al XVIII-lea și începutul secolului al XIX-lea în Maramureș și Bucovina.

## Geografie
Comitatul Szepes se învecina la nord și nord-vest cu Polonia (în perioada 1772–1918 cu Regatul Galiției și Lodomeriei, teritoriu care aparținea de Imperiul Austriac), la vest cu Comitatul Liptó (Liptov), la sud cu comitatele Gömör-Kishont (Gemer) și Abaúj-Torna (Abov-Turňa) și la est cu Comitatul Șaroș (Šariš).
Teritoriul comitatului se află în nord-estul Slovaciei de astăzi, în Munții Tatra Mare și în regiunea aflată la est. Limita sudică se întindea în Munții Tatra Mică și în Munții Metaliferi Slovaci (în slovacă Slovenské rudohorie), în vest se învecina cu comitatul Liptó (Liptov). Râurile Poprad și Hernád (în slovacă Hornád) (numai până la Jaklovce) curgeau pe teritoriul comitatului. O mică parte a teritoriului se află din 1918 în Polonia. Suprafața comitatului în 1910 era de 3.654 km², incluzând suprafețele de apă.
Comitatul a devenit parte a Cehoslovaciei, cu excepția unei foarte mici porțiuni aflate astăzi în Polonia, după Primul Război Mondial, și este astăzi parte a Slovaciei (și Poloniei).
Teritoriul său era acoperit în mare parte de păduri; la sfârșitul secolului al XIX-lea, peste 42% a suprafeței sale era împădurită.

## Istorie
Regiunea a fost inițial locuită de slovaci, fiind cucerită de Ungaria în cea de-a doua jumătate a secolului al XI-lea, iar aproximativ 100 de ani mai târziu a fost organizată ca un comitat al Regatului Ungariei (Comitatus Scepusiensis), formă de organizare care a existat în principal până la înființarea Cehoslovaciei în 1918. Până în 1802 a existat la est de orașul Poprad, în partea de sud a comitatului, un mic comitat slovac (care a purtat denumirile Parvus comitatus, Sedes superior, Sedes X lanceatorum, „Städte der 10 Lanzenträger“), a cărui origine este necunoscută. Capitala comitatului a fost Castelul Spiš, care a fost construit în secolul al XII-lea. Neoficial din secolul al XIV-lea și oficial din secolul al XVI-lea, până în 1918, capitala comitatului a fost orașul Levoča.
Cele mai multe orașe ale comitatului erau așezări germane (mai ales în așezările miniere din Unterzips), fondate în secolul al XII-lea, când au fost aduși aici, după Invazia mongolă în Europa din 1242, de către regii Ungariei specialiști germani și minieri din Silezia și Germania Centrală.
Locuitorii comitatului au fondat în secolul al XIII-lea o organizație spirituală proprie, Bruderschaft der 24 königlichen Pfarrer, și în paralel și o organizație politică, Bund der 24 Zipser Städte, condusă de comiți, ai căror membri erau desemnați de judecătorii orașelor. Guvernul federal a primit o administrație autonomă, asemănătoarea cu cea a orașelor regale libere.
Federația celor 24 de orașe a fost desființată în 1412, când regele Sigismund de Luxemburg, din motive financiare (contractarea de împrumuturi pentru războiul împotriva Veneției), a gajat Poloniei 13 orașe, precum și zona din jurul castelului Stará Ľubovňa (în germană Altlublau, în poloneză Lubowla), care se autoadmninistrau. Teritoriile gajate au continuat să aparțină nominal Ungariei, fiind ipotecate numai activitățile economice, în special veniturile fiscale. Orașele ipotecate au format Bund der 13 Zipser Städte, actvitatea lor economică fiind în dezvoltare. Celelalte 11 orașe au format Bund der 11 Zipser Städte, care și-au pierdut poziția economică privilegiată și au căzut după 1465 în dependență față de Castelul Spiš. Ele și-au pierdut importanța economică, pe măsura creșterii importanței celorlalte localități și a înființării de sate, pierzându-și caracterul lor german.
Gajarea orașelor din comitat trebuia să nu dureze o lungă perioadă, după cum era obiceiul, dar a durat 360 ani până la prima împărțire a Poloniei din 1772, când orașele au revenit Ungariei. Teritoriul revenit a fost reorganizat în 1778 formal ca Provincia celor 16 orașe din Zips. Autoadministrarea orașelor din comitatul Zips a fost desființată în 1876.
La sfârșitul Primului Război Mondial (1918), teritoriul său a devenit parte componentă a noului stat Cehoslovacia, nou-înființata Polonie a ocupat și anexat o suprafață de 195 km² din nordul fostului comitat (vezi Conflictele de frontieră între Polonia și Cehoslovacia (1918-1947)). Celelalte părți ale comitatului (denumite acum de slovaci Spišská župa) au rămas în Cehoslovacia  până în 1922, cu atribuții administrative complet diferite de cele din perioada anterioară. În 1923, comitatul Szepes a fost împărțit în regiunile nou-înființate Tatra de Sus (Podtatranská župa) și Cașovia (Košická župa). În 1993, Cehoslovacia s-a divizat din nou, iar Spiš a devenit parte din Slovacia.

## Demografie

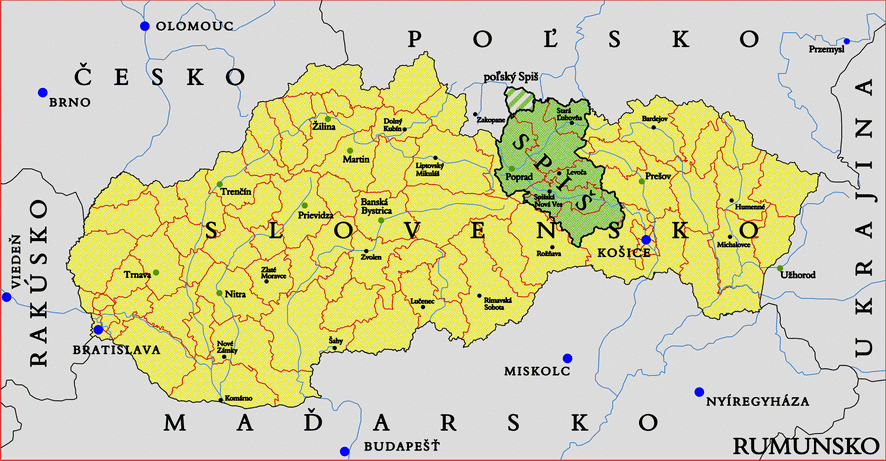
Teritoriul fostului comitat Szepes se întinde atât pe teritoriul Slovaciei, cât şi pe cel al Poloniei

În 1891, populația comitatului era de 163.291 locuitori, dintre care: 
- Slovaci -- 93.214 (57,08%)
- Germani -- 44.958 (27,53%)
- Ruteni -- 17.518 (10,72%)
- Maghiari -- 4.999 (3,06%)

În 1910, populația comitatului era de 172.867 locuitori, dintre care: 
- Slovaci -- 97.077 (56,15%)
- Germani -- 38.434 (22,23%)
- Maghiari -- 18.658 (10,79%)
- Ruteni -- 12.327 (7,13%)

## Subdiviziuni

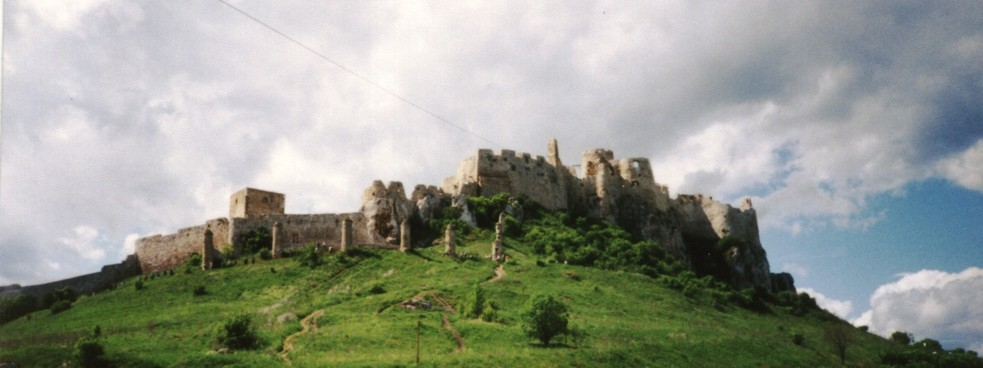
Castelul Spiš

La începutul secolului al XV-lea, comitatul a fost subdivizat în trei processus. Numărul lor a fost mărit la patru în 1798. În cea de-a doua jumătate a secolului al XIx-lea, numărul processus-urilor (districtelor) a fost mărit iarăși.
La începutul secolului al XX-lea, subdiviziunile comitatului Szepes erau următoarele:
| Districte (járás)                          | Districte (járás)                   |
| District                                   | Capitală                            |
| ------------------------------------------ | ----------------------------------- |
| Gölnicbánya                                | Gölnicbánya --- Gelnica             |
| Igló                                       | Igló --- Spišská Nová Ves           |
| Késmárk                                    | Késmárk --- Kežmarok                |
| Lőcse                                      | Lőcse --- Levoča                    |
| Ólubló                                     | Ólubló --- Stará Ľubovňa            |
| Szepesófalu                                | Szepesófalu --- Spišská Stará Ves   |
| Szepesszombat                              | Szepesszombat --- Spišská Sobota    |
| Szepesváralja                              | Szepesváralja --- Spišské Podhradie |
| Districte urbane (rendezett tanácsú város) |                                     |
| Gölnicbánya --- Gelnica                    |                                     |
| Igló --- Spišská Nová Ves                  |                                     |
| Késmárk --- Kežmarok                       |                                     |
| Leibic --- Ľubica                          |                                     |
| Lőcse --- Levoča                           |                                     |
| Poprád --- Poprad                          |                                     |
| Szepesbéla --- Spišská Belá                |                                     |
| Szepesolaszi --- Spišské Vlachy            |                                     |
| Szepesváralja --- Spišské Podhradie        |                                     |